# Wykres Dalitza
Wykres Dalitza – wykres, wprowadzony przez R. H. Dalitza w 1953 roku do analizy rozpadu mezonu K. Wykres Dalitza przedstawia gęstość zdarzeń odpowiadającą określonym wartościom energii cząstek, na które rozpada się układ. Jest używany w fizyce cząstek elementarnych przy wyznaczaniu spinu i parzystości cząstek rozpadających się na trzy cząstki.